# Essljungs gruva
Essljungs gruva är en gruva som är belägen cirka 150 meter söder om Skuleboda och är känd för sin glimmerproduktion under andra världskriget. Gruvan bröts 1927–28 av B. Werner, 1932–33 (huvuddelen av kvartsen) av A. Nydqvist och 1935–36 samt 1941–43 (glimmern) av J.R. Rettig. Totalt 3 359 ton kvarts och 145 ton glimmer. 
1952 rapporterades pegmatit med utpräglad zonal byggnad och kompakt kvartsmassa och en glimmerrik zon vars yttre del innehöll klar gulgrön genomlysande muskovit som använts för industriellt bruk och vars inre del innehöll röd lepidolitisk glimmer. Även vit albitsten hittades. I de glimmerika zonerna vid sidan av kvartsen hittades violett flusspat, grågröna eller gulgröna klumpar av topas och grön fältspat så kallad amazonsten.